# Quận Hamilton, Nebraska
Quận Hamilton là một quận thuộc tiểu bang Nebraska, Hoa Kỳ.
Quận này được lập năm 1867 và đặt tên theo Alexander Hamilton.. Theo điều tra dân số của Cục điều tra dân số Hoa Kỳ năm 2000, quận có dân số 9403 người. Quận lỵ đóng ở Aurora6.

## Địa lý
Theo Cục điều tra dân số Hoa Kỳ, quận có diện tích 1416 km2, trong đó có 8 km2 là diện tích mặt nước.

### Quận giáp ranh
- Quận Polk, Nebraska - (đông bắc)
- Quận York, Nebraska - (đông)
- Quận Clay, Nebraska - (nam)
- Quận Hall, Nebraska - (tây)
- Quận Merrick, Nebraska - (bắc)

## Thông tin nhân khẩu
| Hamilton County Population by decade |
| 1870 - 130 1880 - 8,267 1890 - 14,096 1900 - 13,330 1910 - 13,459 1920 - 13,237 1930 - 12,159 1940 - 9,982 1950 - 8,778 1960 - 8,714 1970 - 8,867 1980 - 9,301 1990 - 8,862 2000 - 9,403 |

Theo điều tra dân số 2 năm 2000, quận đã có dân số 9.403 người, 3.503 hộ gia đình, và 2.676 gia đình sống trong quận hạt. Mật độ dân số là 17 người trên một dặm vuông (7/km ²). Có 3.850 đơn vị nhà ở với mật độ trung bình 7 trên một dặm vuông (3/km ²). Cơ cấu chủng tộc của dân cư quận gồm có 98,43% người da trắng, 0,18% da đen hay Mỹ gốc Phi, 0,12% người Mỹ bản xứ, 0,22% ở châu Á, 0,49% từ các chủng tộc khác, và 0,56% từ hai hoặc nhiều chủng tộc. 1,14% dân số là người Hispanic hay Latino thuộc một chủng tộc nào.
Có 3.503 hộ, trong đó 37,30% có trẻ em dưới 18 tuổi sống chung với họ, 67,40% là đôi vợ chồng sống với nhau, 5,90% có một chủ hộ nữ và không có chồng, và 23,60% là không gia đình. 21,10% hộ gia đình đã được tạo ra từ các cá nhân và 10,10% có người sống một mình 65 tuổi hoặc lớn tuổi hơn là người. Cỡ hộ trung bình là 2,64 và cỡ gia đình trung bình là 3,07.
Trong quận tháp tuổi dân số được trải ra với 29,10% dưới độ tuổi 18, 5,90% 18-24, 26,50% 25-44, 23,20% từ 45 đến 64, và 15,30% từ 65 tuổi trở lên người. Độ tuổi trung bình là 38 năm. Đối với mỗi 100 nữ có 99,40 nam giới. Đối với mỗi 100 nữ 18 tuổi trở lên, đã có 96,10 nam giới.
Thu nhập trung bình cho một hộ gia đình trong quận đạt mức 40.277 USD, và thu nhập trung bình cho một gia đình là $ 45.659. Phái nam có thu nhập trung bình $ 29.238 so với 20.308 đô la Mỹ cho phái nữ. Thu nhập bình quân đầu người là 17.590 $. Có 5,90% gia đình và 7,50% dân số sống dưới mức nghèo khổ, trong đó có 9,80% những người dưới 18 tuổi và 5,40% của những người 65 tuổi hoặc hơn.